# La Proposition (film, 1998)
Pour plus de détails, voir Fiche technique et Distribution.
La Proposition (The Proposition) est un film américain réalisé par Lesli Linka Glatter, sorti en 1998.

## Synopsis
À Boston (Massachusetts) en 1935, Arthur Barret, stérile, engage Roger, un jeune étudiant de Harvard pour faire un enfant à sa femme Eleanor. Après que Roger et l'enfant meurent dans des conditions étranges, Eleanor se rapproche du père McKinnon, récemment arrivé d'Angleterre et qui cache un secret le liant à la famille Barret. Leur relation, au départ amicale, va évoluer. 

## Fiche technique
- Titre original : The Proposition
- Titre français : La Proposition
- Réalisation : Lesli Linka Glatter
- Scénario : Rick Ramage
- Direction artistique : Ken Hardy
- Décors : David Brisbin
- Costumes : Susan Anderson, Anna B. Sheppard
- Photographie : Peter Sova (en)
- Son : T.J. O'Mara
- Montage : Jacqueline Cambas
- Musique : Stephen Endelman
- Production : Ted Field, Diane Nabatoff, Scott Kroopf
- Production déléguée : Lata Ryan, Alessandro F. Uzielli
- Société de production : Interscope Communications, PolyGram Filmed Entertainment
- Société de distribution : PolyGram Film Distribution
- Pays d'origine :  États-Unis
- Langue originale : anglais
- Format : couleur (Technicolor) — 35 mm — 1,85:1 — Dolby numérique
- Genre : drame
- Durée : 110 minutes
- Dates de sortie : 
  - États-Unis : 27 mars 1998
  - France : 12 août 1998

## Distribution
- Kenneth Branagh (VF : Éric Herson-Macarel) : père Michael McKinnon
- Madeleine Stowe : Eleanor Barret
- William Hurt : Arthur Barret
- Robert Loggia : Hannibal Thurman
- Neil Patrick Harris : Roger Martin
- Blythe Danner : Syril Danning
- Bronia Wheeler : sœur Mary Frances
- Ken Cheeseman : Wayne Fenton
- Jim Chiros : Timothy
- Josef Sommer : père Dryer
- Frank Tost : père Frank Timothy
- David Byrd : docteur Jenkins